# Dannette Young
Dannette Young, född 6 oktober 1964 i Jacksonville i Florida, är en amerikansk friidrottare inom kortdistanslöpning.
Young tog OS-guld på 4 x 100 meter vid friidrottstävlingarna 1988 i Seoul.